# Jettingen
Jettingen es una localidad y comuna francesa, situada en el departamento de Alto Rin en la región de Alsacia.

## Demografía
| 391 | 430 | 383 | 394 | 470 | 502 |
| Para los censos de 1962 a 1999 la población legal corresponde a la población sin duplicidades (Fuente: INSEE [Consultar]) |     |     |     |     |     |